# تي في 5 (الفلبين)
تي في 5 الفلبين (بالإنجليزية: TV5, The 5 Network)‏، سابقًا ABC، هي شبكة تلفزيونية فلبينية يقع مقرها الرئيسي في ماندالويونغ. وهي مملوكة لشركة تابعة لشركة الاتصالات بي إل دي تيه التي تتخذ من الفلبين مقراً لها.